# Commandant van het Korps Mariniers
De commandant van het Korps Mariniers (CKMARNS) is de hoogste autoriteit binnen het Korps Mariniers. 
Zijn hoofdkwartier en staf bevonden zich lange tijd in Rotterdam. In september 2005 is de organisatiestructuur bij de Koninklijke Marine gewijzigd. Het hoofdkwartier van het Korps bestaat feitelijk niet meer, de zetel van CKMARNS is verplaatst naar Den Helder, de staf van het Korps is samengevoegd met de staf van de - voormalige - Commandant der Zeemacht in Nederland tot een nieuw Commando Zeestrijdkrachten. 
De CKMARNS is nu de vertegenwoordiger van alle mariniers, waarvan alle operationele eenheden vallen onder het Marine Hoofdkwartier. Het opwerken van eenheden gebeurt door het Mariniers Training Centre (MTC). 
Ten aanzien van eenheden die onder operationeel gezag staan van de Commandant der Zeemacht in het Caraïbisch Gebied bestaat een functionele verhouding.
Sinds 11 oktober 2023 is brigade-generaal der mariniers Ing. I.D.L. Moerman MMS de 60e Commandant van het Korps Mariniers.

## Lijst van Commandanten van het Korps Mariniers(rangen en titels cf toenmalig gebruik)
1. Collonel Willem Joseph baron van Ghent
18 dec 1665 – 25 sep 1669:  “Collonel en Commandant van het Regiment de Marine”, vervolgens 
25 sep 1669 – 7 jun 1672:  “Eerste Collonel van de Regimenten Scheepssoldaten”
2. Collonel George Johan baron van Weede van Walenburgh
7 jun 1672 – 12 sep 1678: “Eerste Collonel van de Regimenten Scheepssoldaten”
3. Collonel Johan Belgicus, graaf van Hoorn, baron van Boxtel, heer van Lokeren
12 sep 1678 – 30 dec 1694: “Collonel en Commandant van het Regiment de Marine”
4. Collonel Willem van Soutelande
30 dec 1694 – 1 nov 1698: “Collonel en Commandant van het Regiment de Marine”, vervolgens
1 nov 1698 - …….. 1702: “Eerste Collonel van de Regimenten Mariniers”
5. Generaal-majoor Karel Willem baron de Sparre (vanaf 1704 Luitenant-generaal)
……. 1702 – 11 sep 1709: “Eerste Collonel van de Regimenten Mariniers”
6. Generaal-majoor Philippe Claude Touroud de St. Amant
11 sep 1709 – 7 sep 1711: “Generaal-majoor en Eerste Collonel van de Regimenten Mariniers”
7. Collonel Lodewijk baron van Leefdael
7 sep 1711 – 11 mrt 1729: “Collonel en Commandant van het Regiment Mariniers”
8. Collonel Jacob van Berchem (vanaf 1742 Generaal-majoor)
11 mrt 1729 – 27 jul 1744: “Collonel en Commandant van het Regiment Mariniers”
9. Collonel Willem van Dijssel
27 jul 1744 – 18 jun 1745: “Collonel en Commandant van het Regiment Mariniers”
10. Collonel Dirk van Hoolwerf (vanaf 1747 Generaal-majoor)
18 jun 1745 – 21 mei 1748: “Collonel en Commandant van het Regiment Mariniers”
Over de periode 21 mei 1748 tot 23 jul 1763 is geen data bekend over Regimenten Mariniers, wel over scheepsdetachementen.
11. Collonel Jan Marius de Salve (vanaf 1766 Generaal-majoor)
23 jul 1763 – 21 sep 1768: “Collonel en Commandant van het Regiment Mariniers”
12. Collonel Robert Douglas
21 sep 1768 – 24 aug 1772: “Collonel en Commandant van het Regiment Mariniers”, vervolgens
24 aug 1772 – 1 jul 1795: “Eerste Collonel van de Regimenten Mariniers
Van 1 juli 1795 tot 6 feb 1814: geen commandant bekend.
13. Kapitein-ter-zee P.R. Cantzelaar
6 feb 1814 – 27 okt 1815: “Commandant van het Bataillon Mariniers”
14. Majoor der mariniers J.Stelling
8 nov 1815 – 9 dec 1816: “Tijdelijk Commandant van het Bataillon Mariniers”
15. Kapitein-ter-zee F.W. Fagel
9 dec 1816 – 1 feb 1817: “Commandant van het Bataillon Mariniers”
16. Kapitein-ter-zee P. Ziervogel
1 feb 1817 – 3 dec 1831: “Commandant van het Korps Mariniers”
17. Majoor der mariniers R. de Sitter
3 dec 1831 – 22 jul 1837: “Commandant ad interim van het Korps Mariniers”
18. Luitenant-kolonel der mariniers J.A. Besier
22 jul 1837 – 16 nov 1842: “Commandant ad interim van het Korps Mariniers”
16 nov 1842– 30 apr 1850: “Commandant van het Korps Mariniers”
19. Kolonel der mariniers J.D. Musquetier
1 mei 1850 – 1 jan 1853: “Commandant en Inspecteur van het Korps Mariniers”
20. Kapitein-luitenant-ter-zee G.C. Zoutman
1 jan 1853 – 11 mrt 1855: “Commandant van het Korps Mariniers”
21. Luitenant-kolonel der mariniers C.M. Nabal
1 apr 1855 – 1 mei 1858: “Commandant van het Korps Mariniers”
22. Kapitein-ter-zee A.J. Voet
1 mei 1858 – 1 mei 1864: “Commandant van het Korps Mariniers”
23. Kapitein-ter-zee H. Camp
1 mei 1864 – 1 mei 1871: “Commandant en Inspecteur van het Korps Mariniers”
24. Kolonel der mariniers D. Vreedenburg
1 mei 1871 – 1 mei 1875: “Commandant van het Korps Mariniers”
25. Kolonel der mariniers J.H. Stengel
1 mei 1875 – 1 nov 1881: “Commandant van het Korps Mariniers”
26. Kolonel der mariniers F.A. van Braam Houckgeest
1 nov 1881 – 1 mei 1892: “Commandant van het Korps Mariniers”
27. Kolonel der mariniers A.H.W. de Gelder
1 mei 1892 – 1 mei 1896: “Commandant van het Korps Mariniers”
28. Kolonel der mariniers J.H. van Wely
1 mei 1896 – 1 aug 1903: “Commandant van het Korps Mariniers”
29. Kolonel der Mariniers J.B. Verheij RMWO RNL 
1 aug 1903 - 17 sep 1903: "Commandant van het Korps Mariniers"
30. Kolonel der mariniers J.R.J.P Cambier
17 sep 1903 – 17 aug 1908: “Commandant van het Korps Mariniers”
31. Kolonel der mariniers A.P. Timmers
17 aug 1908 – 1 apr 1909: “Commandant van het Korps Mariniers”
1 apr 1909 – 1 apr 1913: “Inspecteur van het Korps Mariniers
32. Kolonel der mariniers G.A. Linckers
1 apr 1913 – 1 sep 1917: “Inspecteur van het Korps Mariniers”
33. Kolonel der mariniers L. De Jonge Oudraat (1862-1930)
1 sep 1917 – 1 sep 1920: “Inspecteur van het Korps Mariniers”
34. Kolonel der mariniers C.P. van Borselen (1864-1936)
1 sep 1920 – 2 aug 1924: “Inspecteur van het Korps Mariniers”
35. Kolonel der mariniers P.S. Groen
2 aug 1924 – 1 jan 1927: “Inspecteur van het Korps Mariniers”
36. Kolonel der mariniers J. Oele
1 jan 1927 – 1 nov 1934: “Chef van het Korps Mariniers”
37. Kolonel der mariniers C.J.O. Dorren
1 nov 1934 - 1 sep 1938: “Chef van het Korps Mariniers”
38. Kolonel der mariniers H.F.J.M.A. von Frijtag Drabbe, (vanaf 21-08-1945 Generaal-majoor)
1 sep 1938 – 15 juni 1940: “Chef van het Korps Mariniers”, vervolgens
tot 1 mrt 1948: “Commandant van het Korps Mariniers”
39. Generaal-majoor der mariniers M.R. de Bruijne (vanaf 16 feb 1953 tot 27 feb 1953 Luitenant-generaal der mariniers)
1 mrt 1948 – 15 feb 1953: “Commandant van het Korps Mariniers”
40. Generaal-majoor der mariniers P.J. van Gijn
27 feb 1953 – 13 sep 1954: “Commandant van het Korps Mariniers”
41. Generaal-majoor der mariniers H. O. Romswinckel
23 sep 1954 – 17 jul 1958: “Commandant van het Korps Mariniers”
42. Generaal-majoor der mariniers H. Lieftinck
17 jul 1958 – 1 jul 1960: “Commandant van het Korps Mariniers”
43. Generaal-majoor der mariniers J.G.M. van Nass
1 jul 1960 – 17 feb 1967: “Commandant van het Korps Mariniers”
44. Generaal-majoor der mariniers A.M. Luijk
17 feb 1967 – 10 apr 1970: “Commandant van het Korps Mariniers”
45. Generaal-majoor der mariniers C.C. Schoenzetter
10 apr 1970 – 19 apr 1973: “Commandant van het Korps Mariniers”
46. Generaal-majoor der mariniers A.C. Lamers
19 apr 1973 – 1 feb 1977: “Commandant van het Korps Mariniers”
47. Generaal-majoor der mariniers A.J. Romijn
1 feb 1977 – 10 jan 1980: “Commandant van het Korps Mariniers”
48. Generaal-majoor der mariniers J.J.A. den Haan
10 jan 1980 – 7 jan 1983: “Commandant van het Korps Mariniers”
49. Generaal-majoor der mariniers T. Rudolphie
7 jan 1983 – 18 sep 1987: “Commandant van het Korps Mariniers”
50. Generaal-majoor der mariniers W.J.I. van Breukelen
18 sep 1987 – 3 okt 1991: “Commandant van het Korps Mariniers”
51. Generaal-majoor der mariniers R. Spiekerman van Weezelenburg
3 okt 1991 – 16 dec 1995: “Commandant van het Korps Mariniers”
52. Generaal-majoor der mariniers E.C. Klop
16 dec 1995 – 6 sep 2001: “Commandant van het Korps Mariniers”
53. Generaal-majoor der mariniers W.A.J. Prins
6 sep 2001 – 9 sep 2004: “Commandant van het Korps Mariniers”
54. Generaal-majoor der mariniers R. Zuiderwijk 
9 sep 2004 – 24 aug 2007: “Commandant van het Korps Mariniers”
55. Brigade-generaal der mariniers R. Verkerk 
24 aug 2007 – 30 mrt 2012: “Commandant van het Korps Mariniers”
56. Brigade-generaal der mariniers R.G.  Oppelaar  
30 mrt 2012 - 18 mrt 2016: “Commandant van het Korps Mariniers”
57. Brigade-generaal der mariniers F.V. van Sprang 
18 mrt 2016 - 25 aug 2017: “Commandant van het Korps Mariniers”
58. Brigade-generaal der mariniers Jeff Mac Mootry 
25 aug 2017 - 11 december 2020: “Commandant van het Korps Mariniers”
59. Brigade-generaal der mariniers J. Hut 11 december 
2020 - 11 oktober 2023: “Commandant van het Korps Mariniers”
60. Brigade-generaal der mariniers I.D.L. Moerman 11 oktober 2023 - heden: “Commandant van het Korps Mariniers”

## Galerij

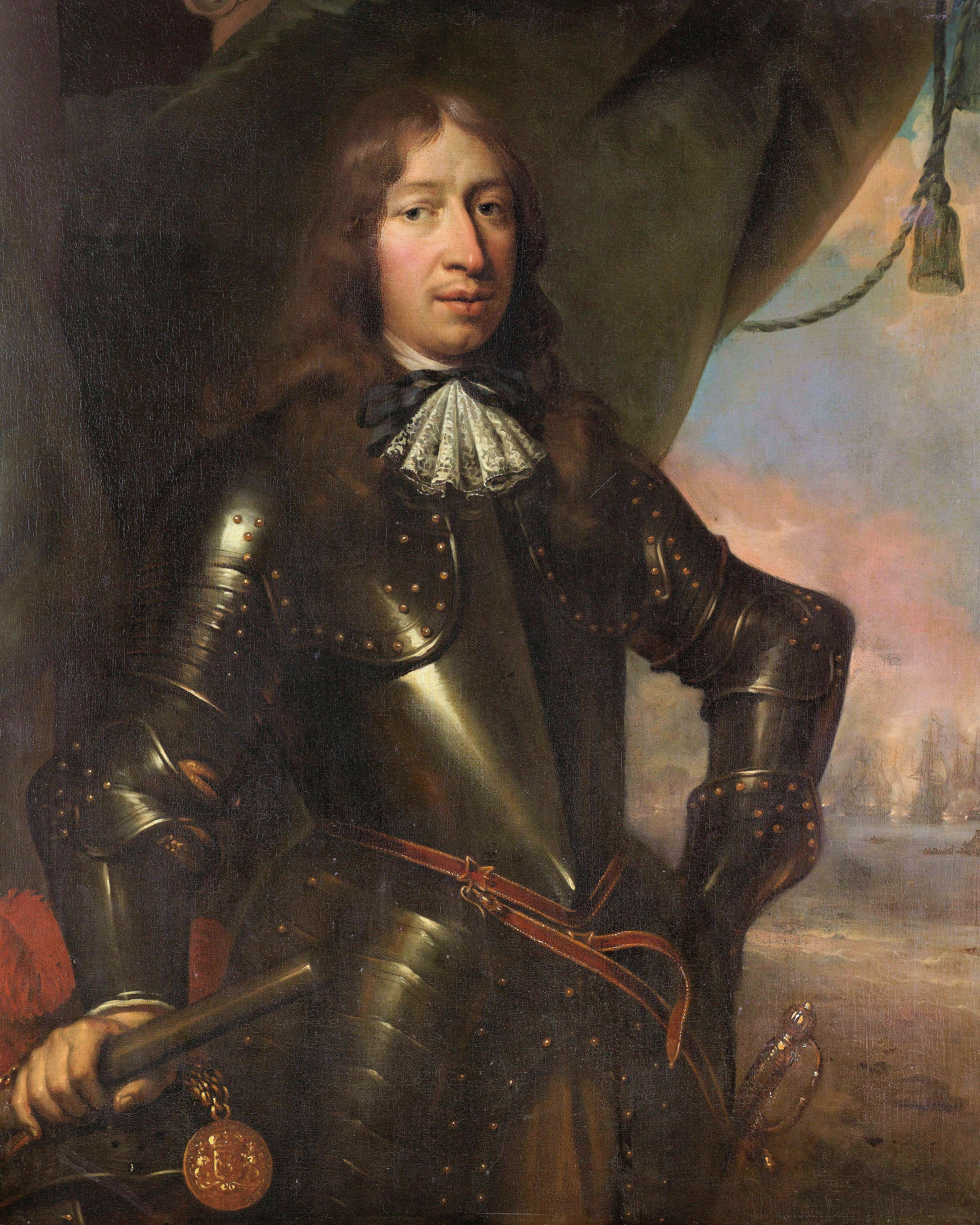
1. Collonel Willem Joseph baron van Ghent
5. Generaal-majoor Karel Willem baron de Sparre
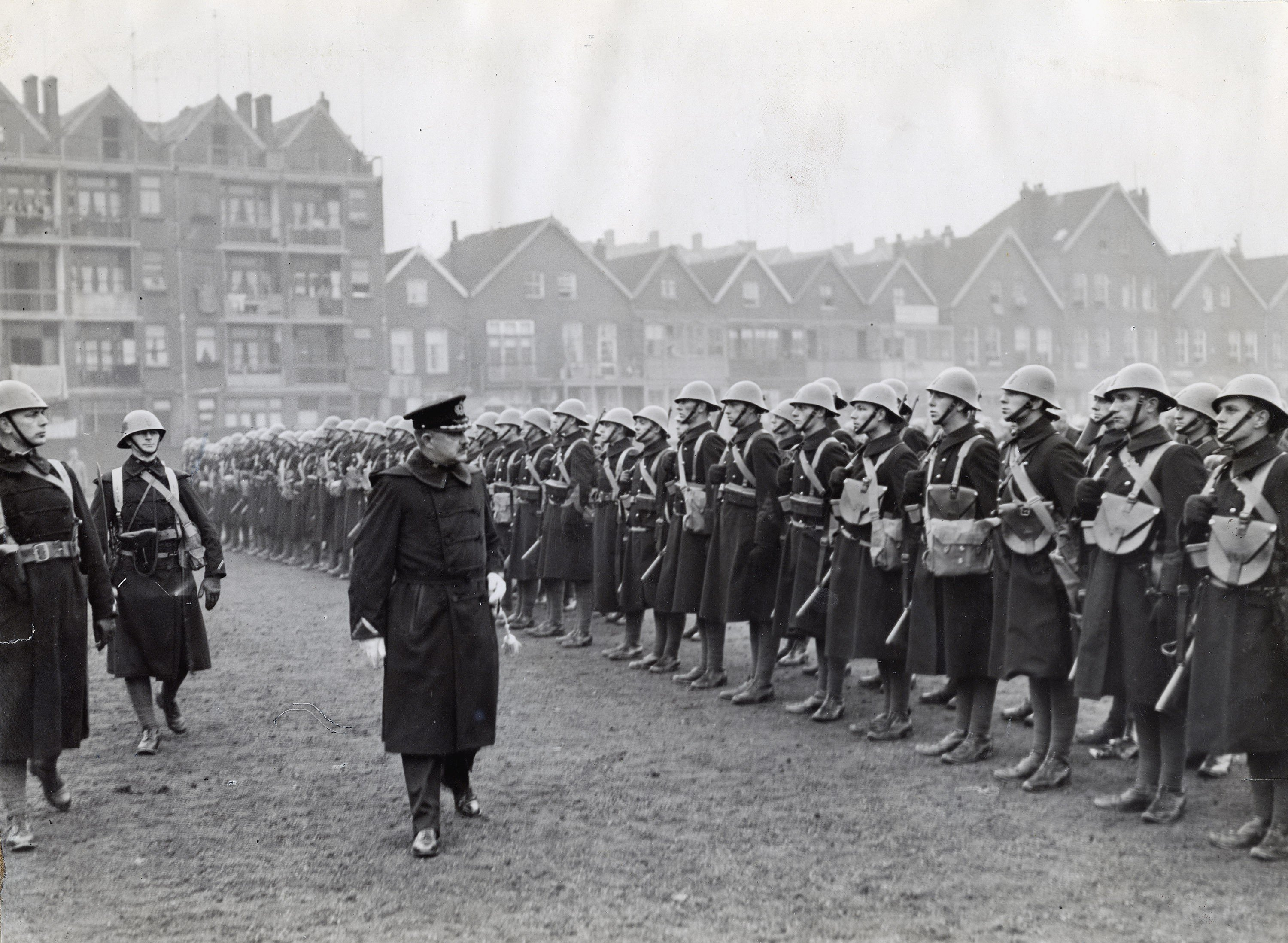
37. Kolonel der mariniers C.J.O. Dorren 1 nov 1934 - 1 sep 1938: “Chef van het Korps Mariniers”
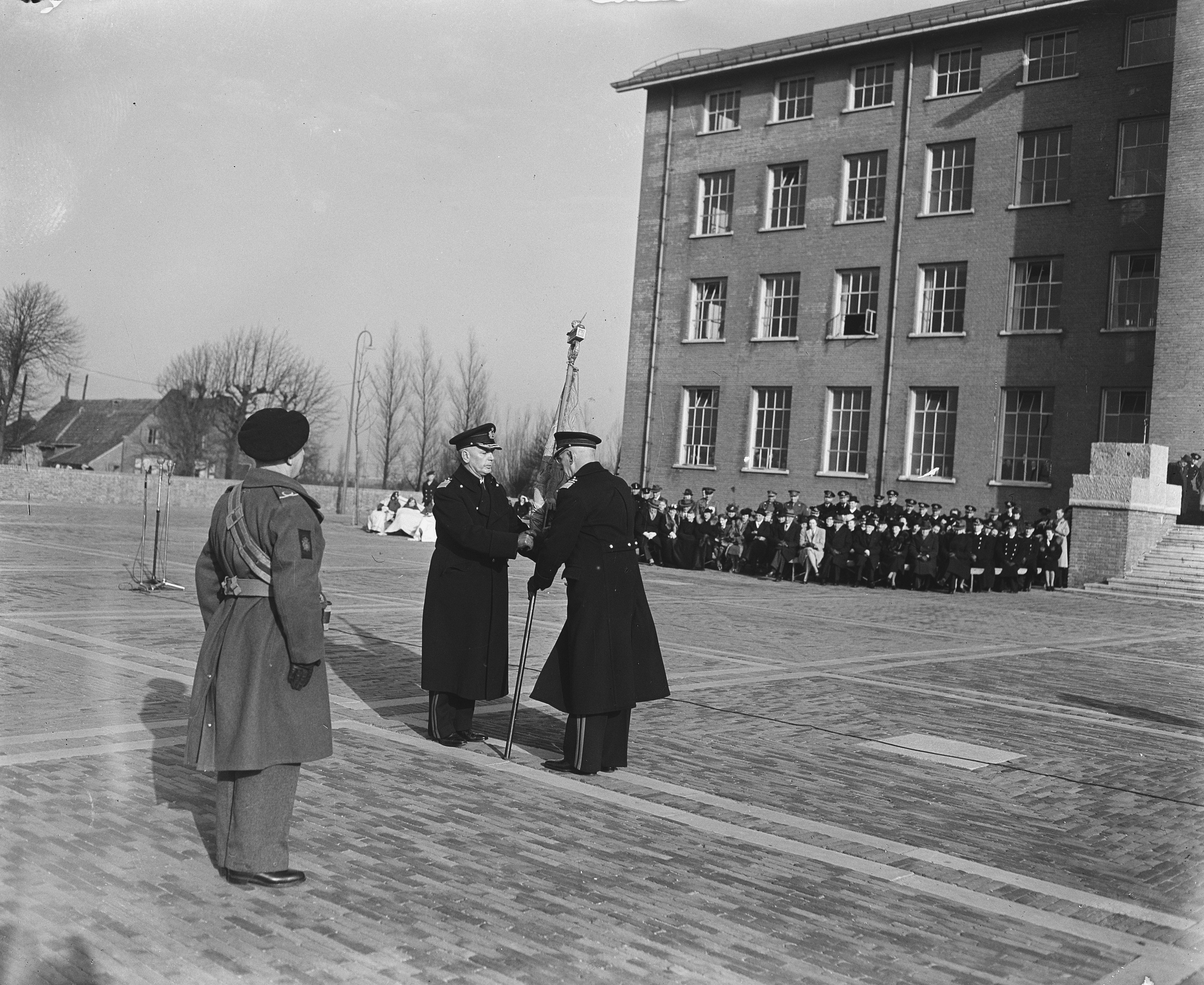
38. Commandant van het Korps Mariniers Generaal Majoor H.F.J.M.A. von Frijtag Drabbe en 39. Generaal Majoor M.R. de Bruijne
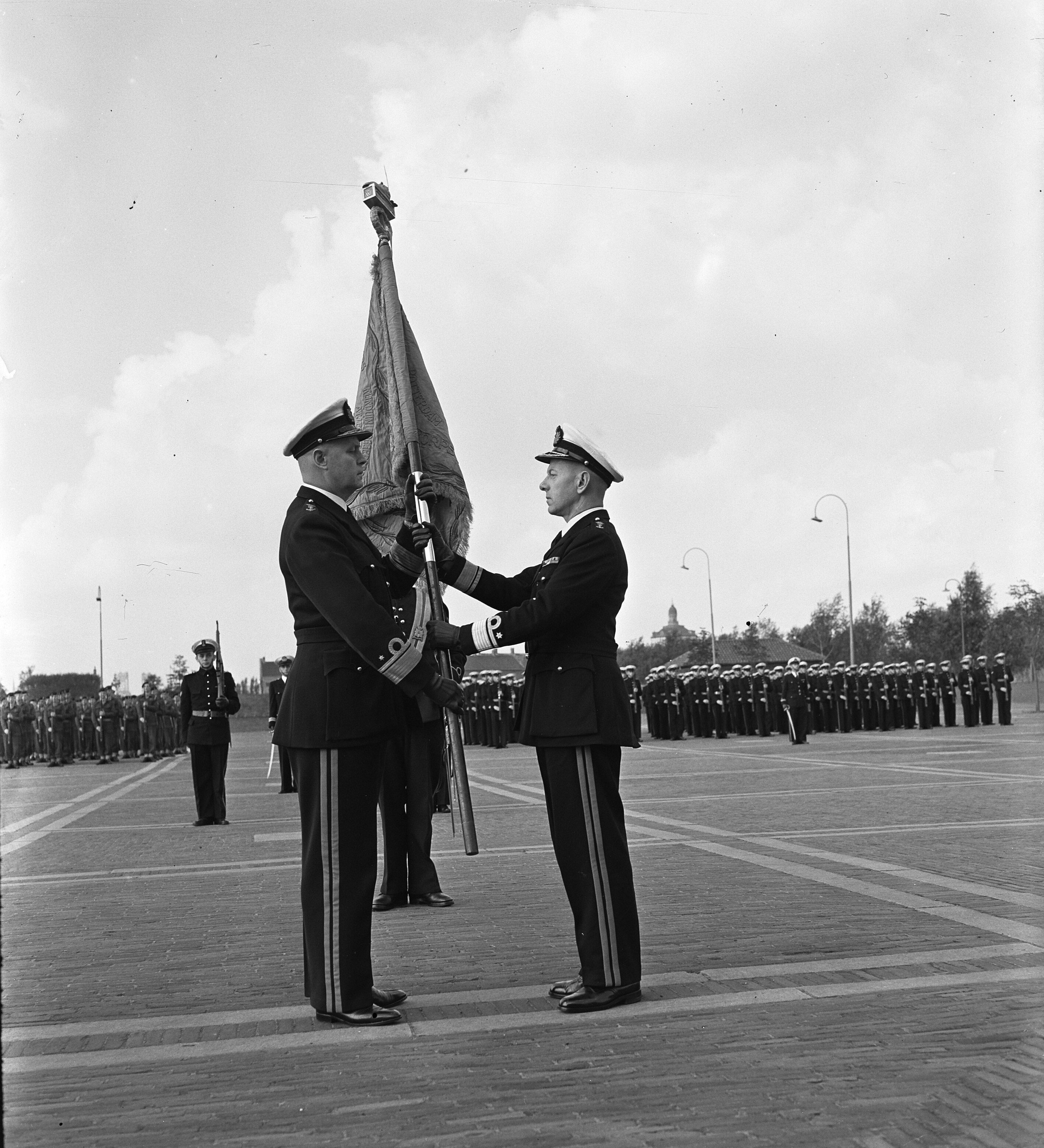
(l) 40. Generaal-majoor der mariniers P.J. van Gijn - (r) 41. Generaal-majoor der mariniers H. O. Romswinckel
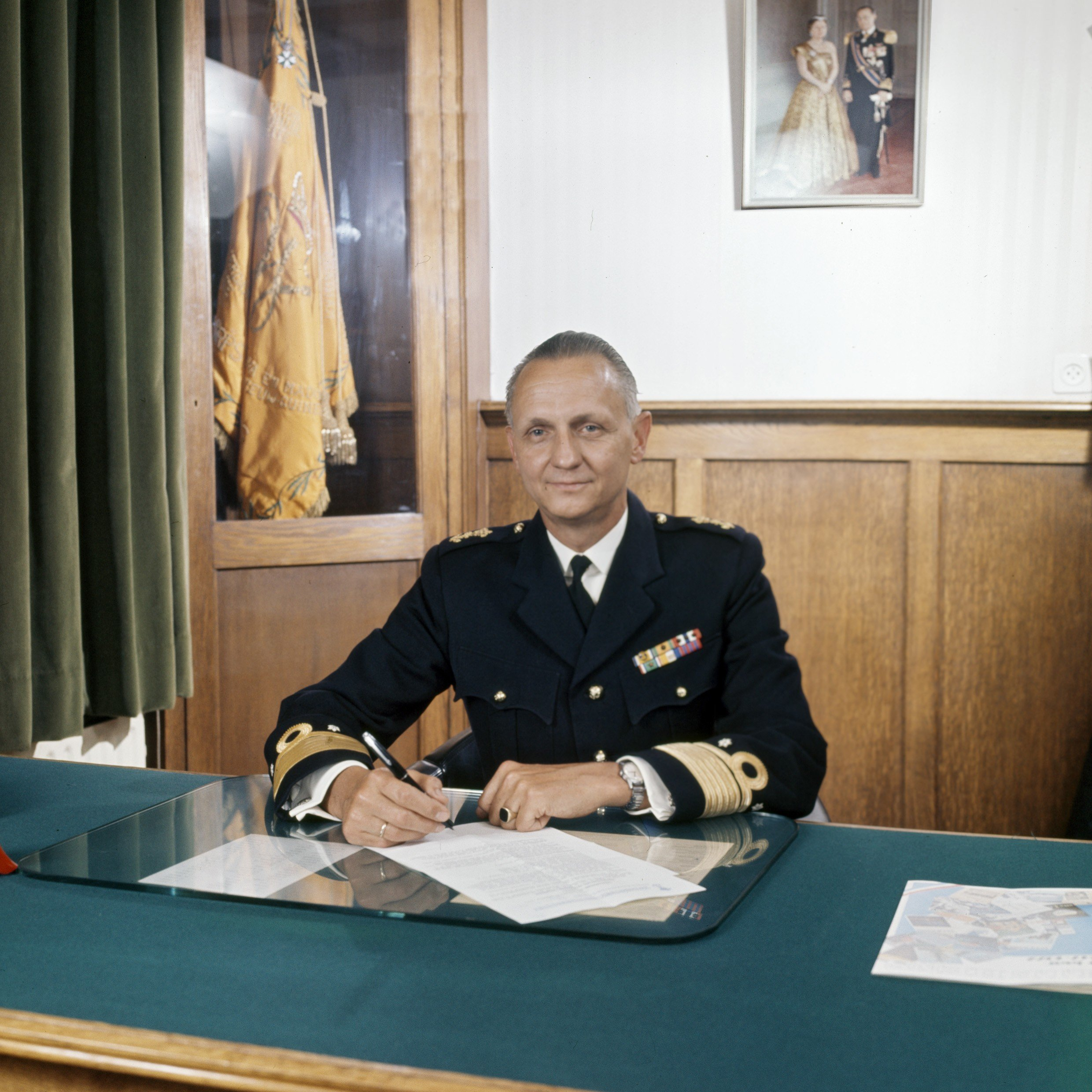
45. Generaal-majoor der mariniers C.C. Schoenzetter
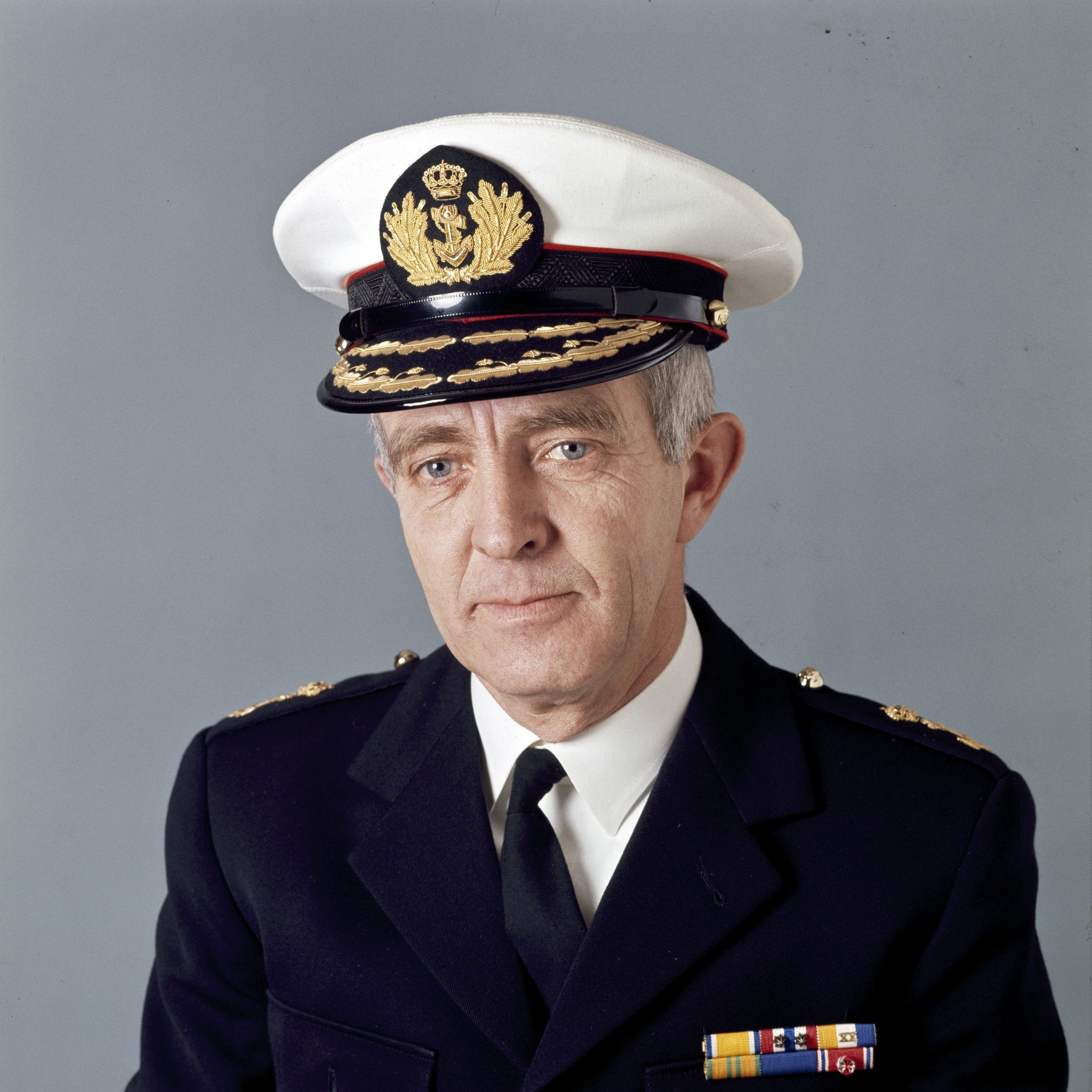
46. Generaal-majoor der mariniers A.C. Lamers
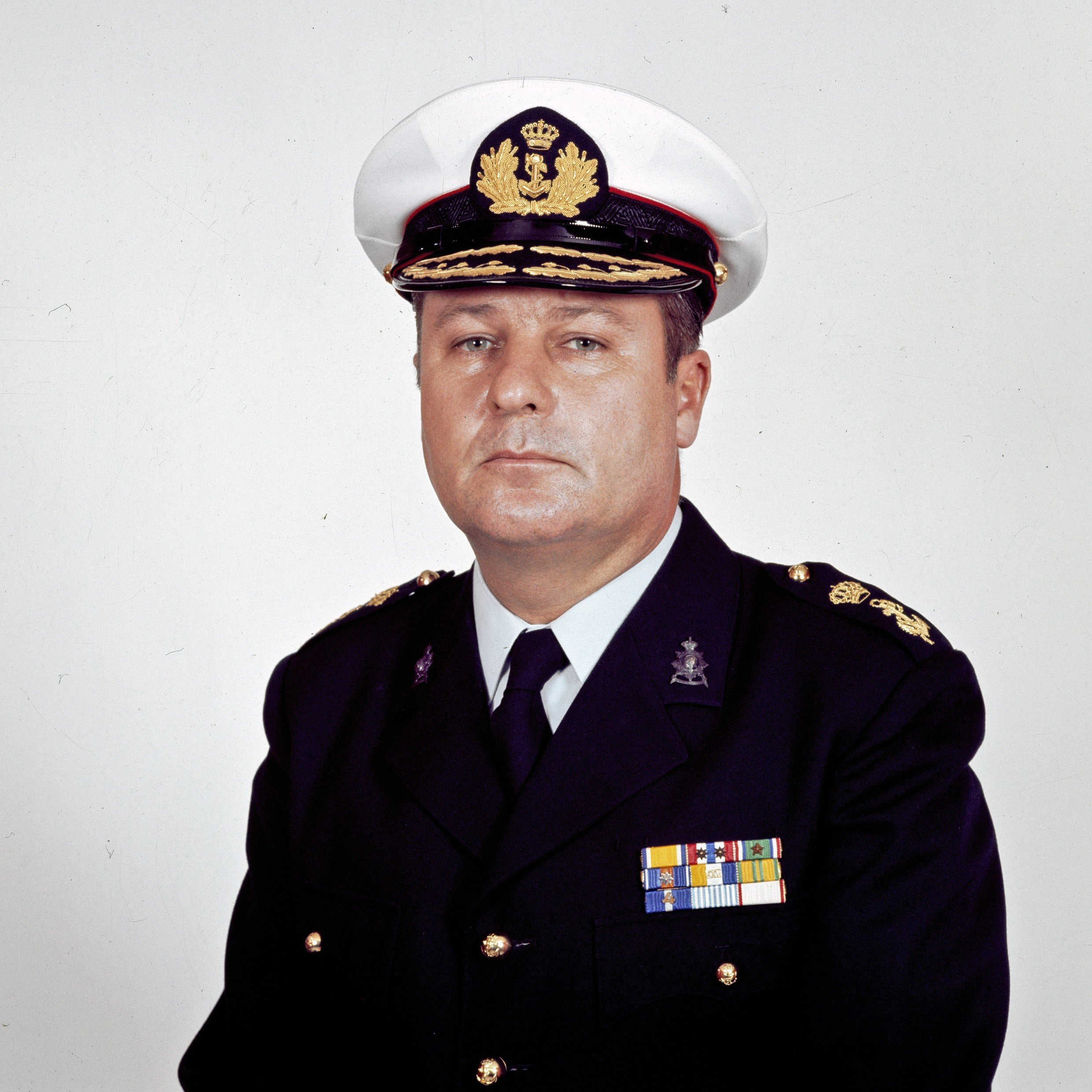
47. Generaal-majoor der mariniers A.J. Romijn
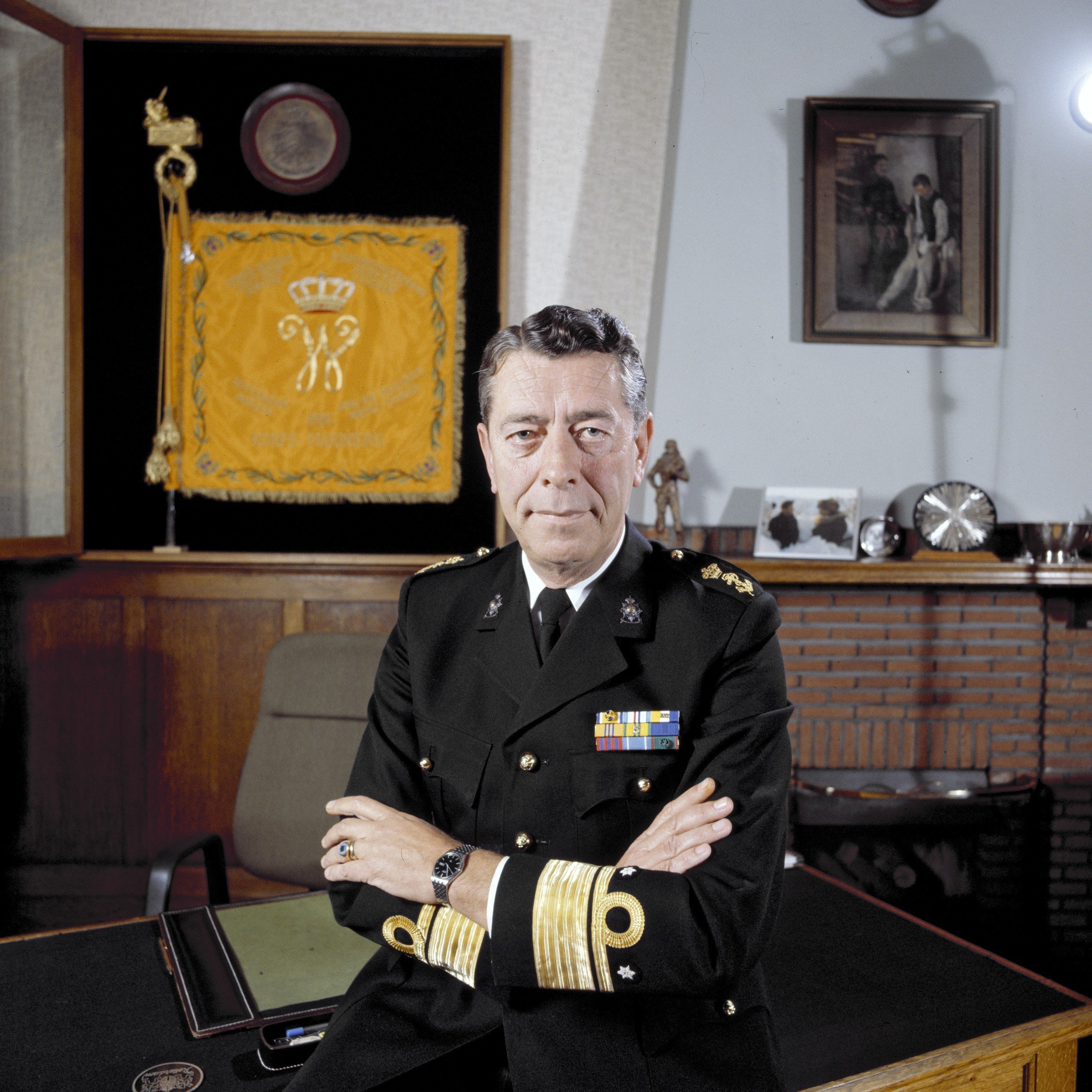
48. Generaal-majoor der mariniers J.J.A. den Haan
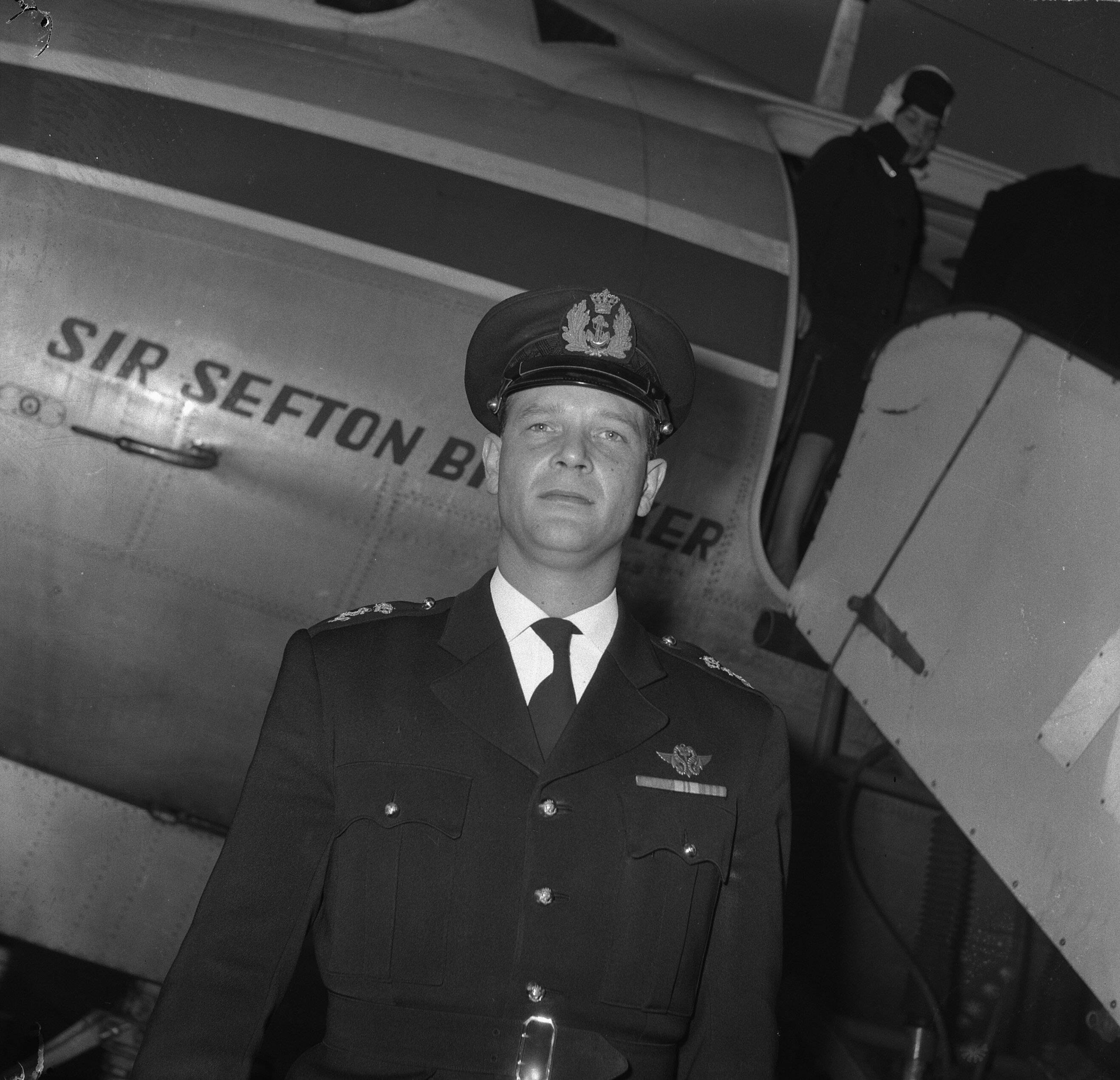
49. Generaal-majoor der mariniers T. Rudolphie
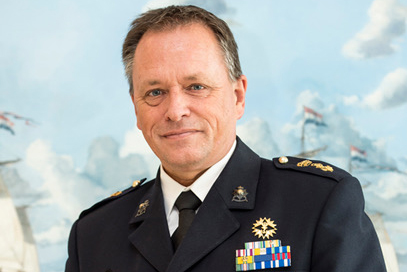
57. Brigade-generaal der mariniers F.V. van Sprang